# 1 500 mètres nage libre masculin aux Jeux olympiques d'été de 2020
Navigation
Rio 2016 Paris 2024
Le 1 500 m nage libre hommes est une épreuve des Jeux olympiques d'été de 2020 qui a eu lieu les 30 juillet et 1er août au Centre aquatique olympique de Tokyo.

## Records
Avant cette compétition, les records dans cette discipline étaient :
| Record du monde  | 14:31.02 | Sun Yang | 4 août 2012 | Londres, Royaume-Uni |
| Record olympique | 14:31.02 | Sun Yang | 4 août 2012 | Londres, Royaume-Uni |

## Programme
L'épreuve de 1 500 m nage libre se déroule pendant deux jours suivant le programme suivant :
Tous les horaires correspondent à l'UTC+9
| Date                     | Horaire | Manche |
| ------------------------ | ------- | ------ |
| Vendredi 30 juillet 2021 | 19 h 48 | Séries |
| Dimanche 1er août 2021   | 10 h 44 | Finale |

## Médaillés
| Or           | Argent             | Bronze            |
| Robert Finke | Mykhailo Romanchuk | Florian Wellbrock |

## Résultats

### Séries
Les huit meilleurs nageurs se qualifient pour la finale.
| Rang | Série | Ligne | Nom                  | Nationalité     | Temps    | Remarques |
| ---- | ----- | ----- | -------------------- | --------------- | -------- | --------- |
| 1    | 4     | 5     | Mykhailo Romanchuk   | Ukraine         | 14:45.99 | Q         |
| 2    | 4     | 3     | Robert Finke         | États-Unis      | 14:47.20 | Q         |
| 3    | 3     | 4     | Florian Wellbrock    | Allemagne       | 14:48.53 | Q         |
| 4    | 4     | 4     | Gregorio Paltrinieri | Italie          | 14:49.17 | Q         |
| 5    | 3     | 3     | Daniel Jervis        | Grande-Bretagne | 14:50.22 | Q         |
| 6    | 3     | 7     | Sergii Frolov        | Ukraine         | 14:51.83 | Q         |
| 7    | 2     | 8     | Felix Auböck         | Autriche        | 14:51.88 | Q, NR     |
| 8    | 2     | 3     | Kirill Martynychev   | ROC             | 14:52.66 | Q         |
| 9    | 3     | 2     | Domenico Acerenza    | Italie          | 14:53.84 |           |
| 10   | 4     | 7     | Jack McLoughlin      | Australie       | 14:56.98 |           |
| 11   | 4     | 2     | Lukas Märtens        | Allemagne       | 14:59.45 |           |
| 12   | 3     | 8     | Nguyễn Huy Hoàng     | Viêt Nam        | 15:00.24 |           |
| 13   | 4     | 1     | Guilherme Costa      | Brésil          | 15:01.18 |           |
| 14   | 3     | 1     | Anton Ipsen          | Danemark        | 15:01.58 |           |
| 15   | 2     | 5     | Gergely Gyurta       | Hongrie         | 15:01.85 |           |
| 16   | 2     | 4     | Thomas Neill         | Australie       | 15:04.65 |           |
| 17   | 2     | 6     | Michael Brinegar     | États-Unis      | 15:04.67 |           |
| 18   | 2     | 7     | Victor Johansson     | Suède           | 15:05.53 |           |
| 19   | 4     | 8     | Aleksandr Yegorov    | ROC             | 15:06.55 |           |
| 20   | 1     | 5     | Daniel Wiffen        | Irlande         | 15:07.69 | NR        |
| 21   | 3     | 5     | Henrik Christiansen  | Norvège         | 15:11.14 |           |
| 22   | 2     | 2     | Ákos Kalmár          | Hongrie         | 15:17.02 |           |
| 23   | 3     | 6     | Jan Micka            | Tchéquie        | 15:17.71 |           |
| 24   | 2     | 1     | Cheng Long           | Chine           | 15:18.71 |           |
| 25   | 1     | 3     | Marcelo Acosta       | Salvador        | 15:27.37 |           |
| 26   | 4     | 6     | Alexander Nørgaard   | Danemark        | 15:28.70 |           |
| 27   | 1     | 4     | Aflah Prawira        | Indonésie       | 15:29.94 |           |
| 28   | 1     | 2     | Théo Druenne         | Monaco          | 16:17.20 |           |
|      | 1     | 6     | Marwan Elkamash      | Égypte          | DNS      |           |

### Finale
Robert Finke remporte la finale du 1500 m nage libre.
| Rang | Ligne | Nom                  | Nationalité     | Temps    | Remarques |
| ---- | ----- | -------------------- | --------------- | -------- | --------- |
| 1    | 5     | Robert Finke         | États-Unis      | 14:39.65 |           |
| 2    | 4     | Mykhailo Romanchuk   | Ukraine         | 14:40.66 |           |
| 3    | 3     | Florian Wellbrock    | Allemagne       | 14:40.91 |           |
| 4    | 6     | Gregorio Paltrinieri | Italie          | 14:45.01 |           |
| 5    | 2     | Daniel Jervis        | Grande-Bretagne | 14:55.48 |           |
| 6    | 8     | Kirill Martynychev   | ROC             | 14:55.85 |           |
| 7    | 1     | Felix Auböck         | Autriche        | 15:03.47 |           |
| 8    | 7     | Sergii Frolov        | Ukraine         | 15:04.26 |           |